# Rhopalomyia prosopidis
Rhopalomyia prosopidis är en tvåvingeart som beskrevs av Jean-Jacques Kieffer och Jörgensen 1910. Rhopalomyia prosopidis ingår i släktet Rhopalomyia och familjen gallmyggor. Inga underarter finns listade i Catalogue of Life.